# Salix wallichiana
Espèce
Salix wallichiana, le saule de Wallich, est une espèce de plantes à fleurs de la famille des Salicaceae. C'est un saule originaire d'Asie.

## Description
C'est un arbre ou un arbuste à feuilles caduques poussant au Bhoutan, en Chine (sud-est du Gansu, Guizhou, Hebei, Hubei, Hunan, Nei Mongol, sud du Qinghai, Shaanxi, Shanxi, Sichuan, Tibet, Yunnan, Zhejiang), en Inde et au Népal.